# Nedelišće
Nedelišće est un village et une municipalité située dans le comitat de Međimurje, en Croatie. Au recensement de 2001, la municipalité comptait 11 544 habitants, dont 93,86 % de Croates et le village seul comptait 4 430 habitants.

## Histoire
Nedelišće est mentionné pour la première fois en 1226, dans la Donation du roi de Hongrie Béla IV. Au Moyen Âge, la localité devint un centre commerçant, avec ses foires et ses activités artisanales. Entre 1570 et 1586, Nedelišće abrita les ateliers de la première imprimerie croate. Un document daté de 1660 atteste l'existence d'un établissement scolaire, à l'époque où Međimurje faisait partie des possessions de la famille Zrinski.

## Localités
La municipalité de Nedelišće compte 11 localités :
| - Črečan - Dunjkovec - Gornji Hrašćan - Gornji Kuršanec - Macinec - Nedelišće | - Parag - Pretetinec - Pušćine - Slakovec - Trnovwec |